# Црвени витки лори
Црвени витки лори (Loris tardigradus) је врста примата (Primates) из породице лориса (Lorisidae).

## Распрострањење
Шри Ланка је једино познато природно станиште врсте.

## Станиште
Црвени витки лори има станиште на копну.

## Подврсте
Постоје две подврсте црвеног витког лорија:
Врста сиви витки лори (Loris lydekkerianus, раније Loris tardigradus lydekkerianus) је донедавно сматран подврстом витког лорија (Loris tardigradus).

## Угроженост
Ова врста се сматра угроженом.

### Популациони тренд
Популација ове врсте се смањује, судећи по расположивим подацима.